# Az NHL elnökeinek listája
Az National Hockey League elnöki - vagy ahogy 1993 óta hívják: megbízotti (Commissioner) - posztja, a legmagasabb betölthető pozíció a szervezetnél. Jelenleg Gary Bettman tölt be ezt a posztot az 1993-as létrehozása óta. Az munkája többek között a szerződések és megállapodások felügyelete és az összes mérkőzésre a bírók kinevezése.
1993-ig, aki ezt a pozíciót beöltötte, az volt a Liga elnöke. 1993-ban öt hónapig egyszerre volt elnöke és megbízottja a Ligának. Július 1-jével a két poszt egybe olvadt. Az elnöki tisztség még az NHL előtti National Hockey Association (NHA) időkből származik. Ez 1917 előtt volt és ekkor Frank Calder volt az elnök, aki az NHL és az NHA elnöke is volt egyszerre, míg végül az NHA megszűnt és az NHL maradt, ami a mai napig létezik.

## Az elnökök/megbízottak
- Frank Calder, 1917-1943
- Red Dutton, 1943-1946
- Clarence Campbell, 1946-1977
- John Ziegler, 1977-1992
- Gil Stein, 1992. június 30. - 1993
- Gary Bettman, az első megbízott 1993. február 1. óta